# 拉赫蒂L-35手槍
拉赫蒂L-35是由芬蘭槍械設計師艾莫·拉赫蒂於1935年設計的一種半自動手槍，該槍於1935年起投產，並在1952年停產，期間此槍一共被生產了9,000多枝。

## 概述
拉赫蒂L-35在外型上明顯是參考了德國魯格P08手槍，但並沒有採用其肘節式起落閉鎖設計。特別的是，此槍具有一個「槍機加速器」，它能夠讓槍枝在嚴寒的環境下或在受到污染的時候增加可靠性。而擁有這種設計的手槍並不常見。
L-35早在冬季戰爭和繼續戰爭期間已是芬蘭陸軍的制式手槍，並一直服役至1980年代才被白朗寧BDA手槍所取代（命名為9.00 PIST 80 及 9.00 PIST 80-91）。
在被芬蘭軍隊測試期間，拉赫蒂L-35被證明是相當可靠的。然而基於生產成本高，所以到最後只是生產了約9,000枝便停產。

## m/40手槍
m/40為L-35的瑞典授權生產版本，這種衍生型比原槍更為簡化，但可靠性卻比不上原槍。瑞典國防軍於1940年正式列裝此槍，故命名為m/40，並由Husqvarna公司負責生產。生產商於1940—1946年期間共生產了100,000枝手槍。
由於在生產期間採用了劣質的金屬，加上在1960年代瑞典軍方選用了一種威力更大的9毫米槍彈，導致在20多年後部份手槍的槍機開始出現了裂縫。為了作臨時更換，瑞典軍方將原本已退役多年的FN M1903手槍（m/07）重新配發給部隊使用，並直到軍隊完全換裝格洛克手槍為止。

## 使用國
- 芬兰
- 瑞典

## 另見
- 魯格手槍
- 毛瑟C96手槍
- FN M1900手槍
- FN M1903手槍
- 柯爾特M1900手槍
- M1911手槍
- TT手槍
- 十四年式手槍